# Le Mesnil-Herman
Le Mesnil-Herman är en kommun i departementet Manche i regionen Normandie i norra Frankrike. Kommunen ligger i kantonen Canisy som tillhör arrondissementet Saint-Lô. År 2018 hade Le Mesnil-Herman 140 invånare.

## Befolkningsutveckling
Antalet invånare i kommunen Le Mesnil-Herman
| Referens: INSEE |